# Kariatyda

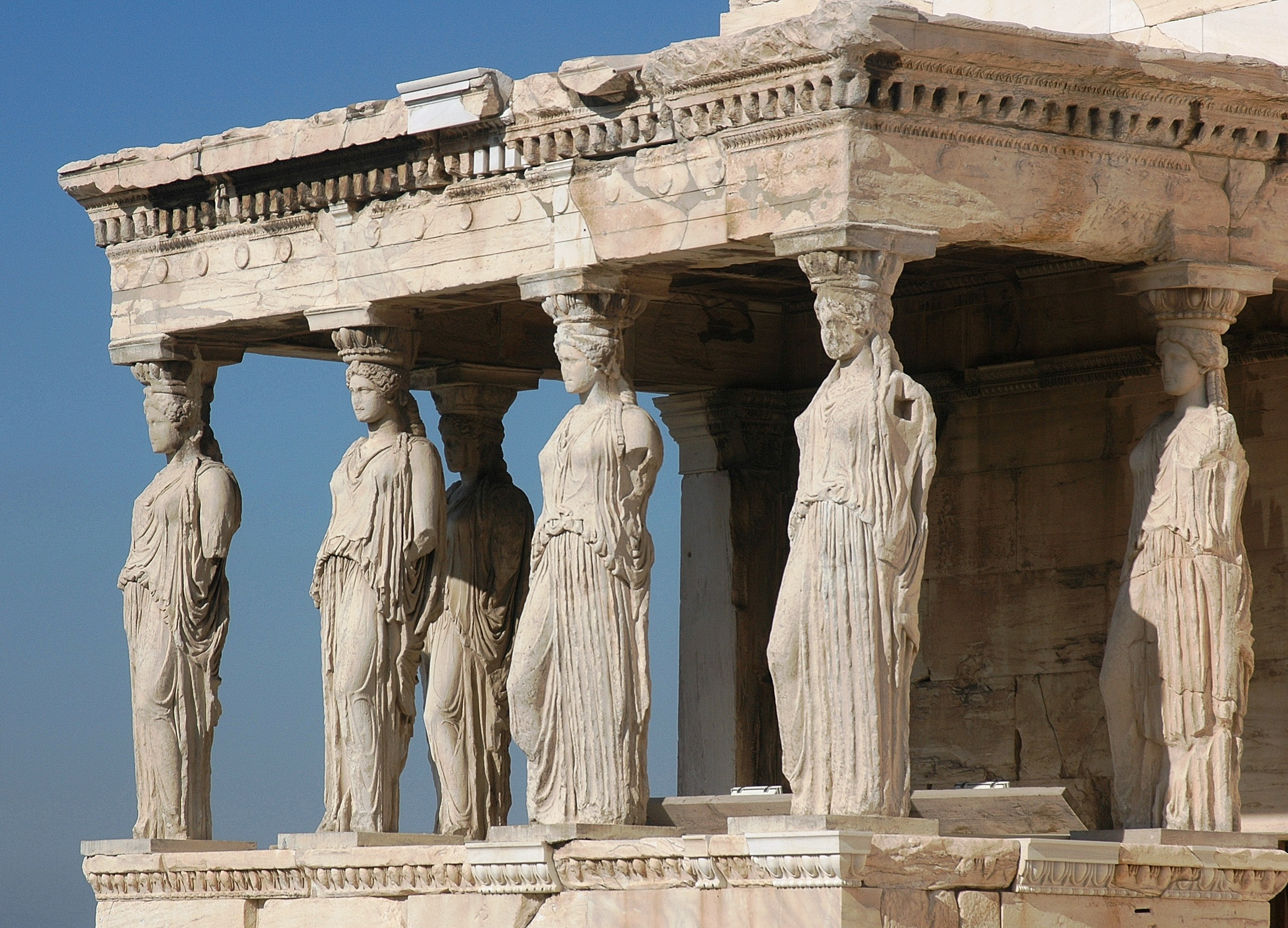
Kariatydy z ateńskiego Erechtejonu

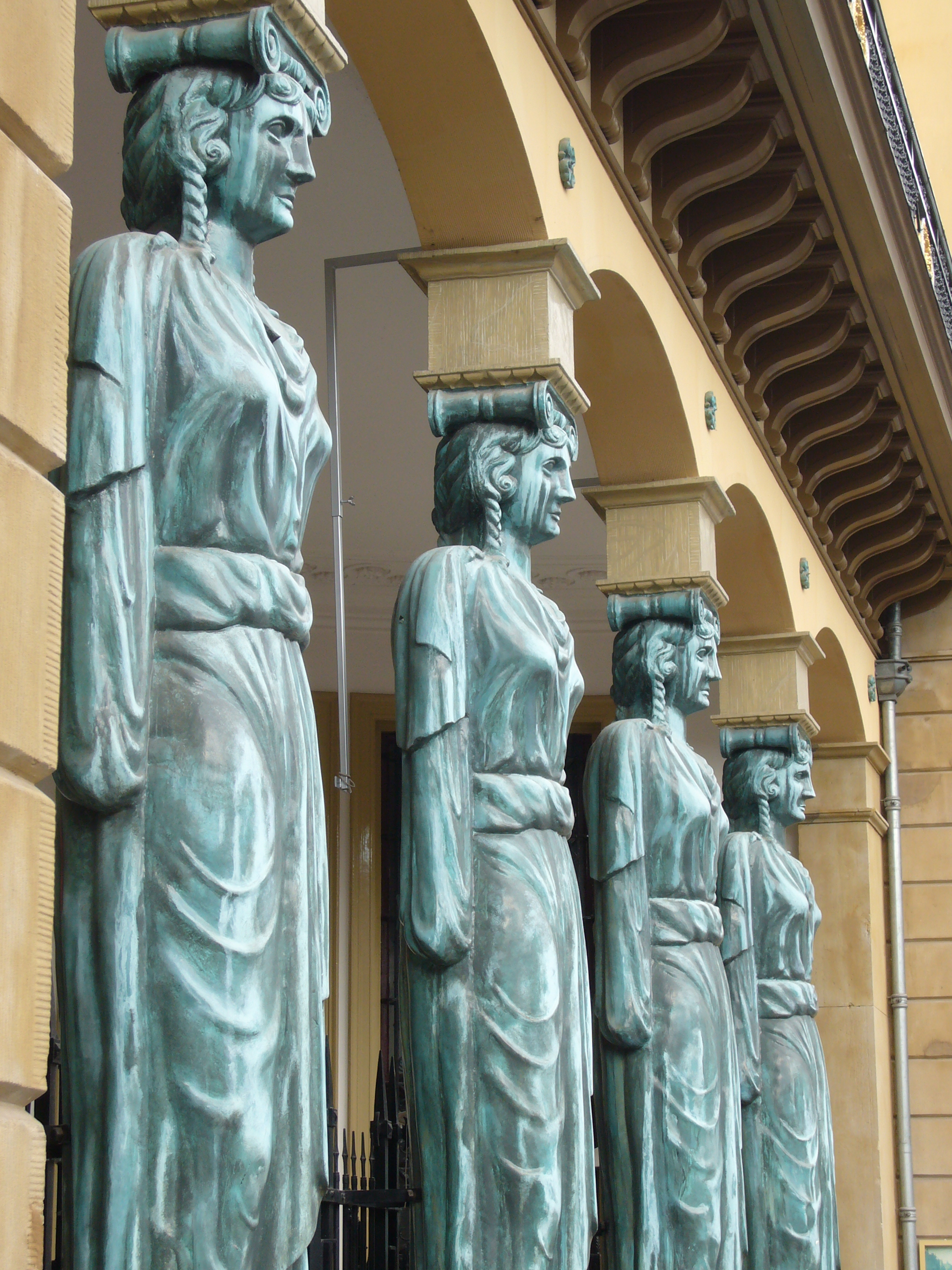
Przykład zastosowania kariatyd w XIX-wiecznej architekturze euroropejskiej (Utrecht)

Kariatyda – podpora architektoniczna w kształcie postaci kobiecej, dźwigającej na głowie (podtrzymującej) element architektoniczny budowli: belkowanie, gzyms, balkon lub nadwieszoną kondygnację budynku, spełniająca funkcję kolumny.
Charakterystyczna jest zwłaszcza dla porządku jońskiego. Według przekazu Witruwiusza nazwa pochodzić ma od gr. Καρυάτιδες („dziewczyny ze wsi Karyai” – czyli sprzedane w niewolę branki po zburzeniu sprzyjającej Persom lakońskiej wsi Karyai lub Karios). 
Najbardziej znany przykład kariatyd to ciąg rzeźbionych podpór południowego portyku Erechtejonu z północnego krańca ateńskiego Akropolu. Trwałe uszkodzenie rzeźb uniemożliwiało odtworzenie wyglądu i układu ich kończyn górnych, co dopiero pozwoliły wyjaśnić wierne ich kopie w ruinach willi Hadriana w Tivoli: jedna ręka przytrzymywała rąbek szaty, druga dzierżyła wieniec. W koncepcji estetycznej układ fałd szat tych postaci miał imitować żłobkowania kolumny, a unoszony na głowie kosz (kalatos) spełniał rolę kapitelu. Poza figurami ateńskimi do najbardziej znanych należą kariatydy ze Skarbca Knidyjczyków i Syfnijczyków w Delfach (VI w. p.n.e.).
Odmianą kariatydy jest kanefora – podpora w kształcie kobiety niosącej na głowie kosz z kwiatami lub owocami. Męskim odpowiednikiem jest atlant (inaczej atlas).
W architekturze nowożytnej opartej na wzorcach antycznych zastosowano je m.in. w projektowanej przez Jeana Goujona Sali Kariatyd w Luwrze.
W przenośni słowo to oznacza dużą, rosłą kobietę o silnej posturze, zdolną np. do wykonywania ciężkich prac domowych w roli osoby służebnej; w języku potocznym typ utrwalony określeniem z powieści i sztuki Kaśka Kariatyda Gabrieli Zapolskiej.